# Andrew Hazell
Pas d'image ? Cliquez ici

a Compétitions nationales et continentales officielles uniquement.

b Matchs officiels uniquement.
Dernière mise à jour le 2 novembre 2021.
Andrew Robert Hazell (dit Andy), né le 25 avril 1978 à Gloucester (Angleterre), est un joueur de rugby à XV anglais.  Il évolue au poste de troisième ligne aile. Il joue l'intégralité de sa carrière professionnelle au sein de l'effectif du Gloucester RFC. Il joue en équipe d'Angleterre entre 2004 et 2007.

## Carrière

### En club
- 1997-2014 : Gloucester RFC  Angleterre

### En équipe nationale
Il a honoré sa première cape internationale en équipe d'Angleterre le 13 novembre 2004 contre l'équipe du Canada.

## Palmarès

### En club
- Champion d'Angleterre : 2002
- Vainqueur du challenge européen : 2006
- Vainqueur de la coupe d'Angleterre :  2003

### En équipe nationale
- 7 sélections en équipe d'Angleterre depuis 2004
- 1 essai (5 points)
- Sélections par année : 2 en 2004, 4 en 2005, 1 en 2007
- Tournoi des Six Nations disputé : 2005